# Maurizio Millenotti
Maurizio Millenotti (Reggiolo, 12 giugno 1944) è un costumista italiano.

## Biografia
Vincitore del David di Donatello nel 1999 per La leggenda del pianista sull'oceano e nel 2013 per La migliore offerta su dodici candidature, di cinque Nastri d'argento su sedici candidature e due Ciak d'oro su undici candidature. Nominato all'Oscar in due occasioni per i film Otello (1986) e Amleto (1990), entrambi diretti da Franco Zeffirelli.

## Filmografia

### Cinema
- Number one, regia di Gianni Buffardi (1973)
- Bello mio, bellezza mia, regia di Sergio Corbucci (1982)
- E la nave va, regia di Federico Fellini (1983)
- Otello, regia di Franco Zeffirelli (1986)
- Il ventre dell'architetto (The Belly of an Architect), regia di Peter Greenaway (1987)
- Qualcuno in ascolto (High Frequency), regia di Faliero Rosati (1988)
- Caruso Pascoski (di padre polacco), regia di Francesco Nuti (1988)
- Piccoli equivoci, regia di Ricky Tognazzi (1989)
- La voce della Luna, regia di Federico Fellini (1990)
- Amleto (Hamlet), regia di Franco Zeffirelli (1990)
- Donne con le gonne, regia di Francesco Nuti (1991)
- Jackpot, regia di Mario Orfini (1992)
- Dellamorte Dellamore, regia di Michele Soavi (1994)
- Amata immortale (Immortal Beloved), regia di Bernard Rose (1994)
- Anna Karenina, regia di Bernard Rose (1997)
- Il viaggio della sposa, regia di Sergio Rubini (1997)
- L'ultimo capodanno, regia di Marco Risi (1998)
- La leggenda del pianista sull'oceano, regia di Giuseppe Tornatore (1998)
- Il mio West, regia di Giovanni Veronesi (1998)
- Il pesce innamorato, regia di Leonardo Pieraccioni (1999)
- Malèna, regia di Giuseppe Tornatore (2000)
- Amici Ahrarara, regia di Franco Amurri (2001)
- L'importanza di chiamarsi Ernest (The Importance of Being Earnest), regia di Oliver Parker (2002)
- Ma che colpa abbiamo noi, regia di Carlo Verdone (2003)
- La passione di Cristo (The Passion of the Christ), regia di Mel Gibson (2004)
- N (Io e Napoleone), regia di Paolo Virzì (2006)
- Arrivederci amore, ciao, regia di Michele Soavi (2006)
- Tristano & Isotta (Tristan & Isolde), regia di Kevin Reynolds (2006)
- Nativity (The Nativity Story), regia di Catherine Hardwicke (2006)
- Centochiodi, regia di Ermanno Olmi (2007)
- Parlami d'amore, regia di Silvio Muccino (2008)
- Si può fare, regia di Giulio Manfredonia (2008)
- Tris di donne e abiti nuziali, regia di Vincenzo Terracciano (2009)
- Un altro mondo, regia di Silvio Muccino (2010)
- Il villaggio di cartone, regia di Ermanno Olmi (2011)
- Reality, regia di Matteo Garrone (2012)
- La migliore offerta, regia di Giuseppe Tornatore (2013)
- L'attesa, regia di Piero Messina (2015)
- Risorto (Risen), regia di Kevin Reynolds (2016)
- Raffaello - Il principe delle arti in 3D, regia di Luca Viotto (2017)
- La tenerezza, regia di Gianni Amelio (2017)
- The Happy Prince - L'ultimo ritratto di Oscar Wilde (The Happy Prince), regia di Rupert Everett (2018)
- Michelangelo - Infinito, regia di Emanuele Imbucci (2018)
- Io, Leonardo, regia di Jesus Garces Lambert (2019)
- Hammamet, regia di Gianni Amelio (2020)
- I fratelli De Filippo, regia di Sergio Rubini (2021)

### Televisione
- Bambole: scene di un delitto perfetto, regia di Alberto Negrin – miniserie TV (1980)
- Io e il duce (Mussolini and I), regia di Alberto Negrin – miniserie TV (1985)
- Cenerentola, regia di Christian Duguay – miniserie TV (2011)
- Il nome della rosa (The Name of the Rose), regia di Giacomo Battiato  – miniserie TV (2019)
- Ripley, regia di Steven Zaillian – miniserie TV (2024)
- Leopardi - Il poeta dell'infinito, regia di Sergio Rubini – miniserie TV (2025)

## Riconoscimenti
- Premio Oscar
  - 1987 - Candidatura migliori costumi per Otello
  - 1991 - Candidatura migliori costumi per Amleto
- Primetime Emmy Awards
  - 2000 - Candidatura migliori costumi per una serie televisiva per Arabian Nights
- David di Donatello
  - 1984 - Candidatura miglior costumista per E la nave va
  - 1987 - Candidatura miglior costumista per Otello
  - 1990 - Candidatura miglior costumista per La voce della Luna
  - 1994 - Candidatura miglior costumista per Il segreto del bosco vecchio
  - 1998 - Candidatura miglior costumista per Il viaggio della sposa
  - 1999 - Miglior costumista per La leggenda del pianista sull'oceano
  - 2001 - Candidatura miglior costumista per Malèna
  - 2007 - Candidatura miglior costumista per N (Io e Napoleone)
  - 2008 - Candidatura miglior costumista per Parlami d'amore
  - 2013 - Miglior costumista per La migliore offerta
  - 2021 - Candidatura miglior costumista per Hammamet
  - 2022 - Candidatura miglior costumista per I fratelli De Filippo
- Nastro d'argento
  - 1984 - Migliori costumi per E la nave va
  - 1987 - Candidatura migliori costumi per Otello
  - 1992 - Candidatura migliori costumi per Donne con le gonne
  - 1994 - Candidatura migliori costumi per Il segreto del bosco vecchio
  - 1995 - Candidatura migliori costumi per Dellamorte Dellamore
  - 1996 - Candidatura migliori costumi per Amata immortale
  - 1998 - Candidatura migliori costumi per Il viaggio della sposa
  - 1999 - Candidatura migliori costumi per Il mio West
  - 1999 - Migliori costumi per La leggenda del pianista sull'oceano
  - 2001 - Candidatura migliori costumi per Malèna
  - 2003 - Migliori costumi per L'importanza di chiamarsi Ernest e Ma che colpa abbiamo noi
  - 2005 - Migliori costumi per La passione di Cristo
  - 2007 - Candidatura migliori costumi per N (Io e Napoleone)
  - 2009 - Candidatura migliori costumi per Si può fare
  - 2010 - Candidatura migliori costumi per L'uomo nero e Tris di donne e abiti nuziali
  - 2013 - Migliori costumi per La migliore offerta e Reality
- Ciak d'oro
  - 1987 - Candidatura migliori costumi per Otello
  - 1990 - Candidatura migliori costumi per La voce della luna
  - 1991 - Candidatura migliori costumi per Amleto
  - 1995 - Candidatura migliori costumi per OcchioPinocchio
  - 1998 - Candidatura migliori costumi per Il viaggio della sposa
  - 1999 - Migliori costumi per La leggenda del pianista sull'oceano[1]
  - 2001 - Candidatura migliori costumi per Malèna
  - 2007 - Candidatura migliori costumi per N (Io e Napoleone) e Centochiodi
  - 2008 - Candidatura migliori costumi per Parlami d'amore
  - 2010 - Candidatura migliori costumi per Tris di donne e abiti nuziali e L'uomo nero
  - 2013 - Migliori costumi per La migliore offerta e Reality[2]